# As Pontes de García Rodríguez
As Pontes de García Rodríguez és un municipi de la província de la Corunya a Galícia. Pertany a la comarca d'O Eume. Limita al nord amb Mañón i Ortigueira, a l'est i sud-est amb Muras i Xermade, al sud-oest amb Monfero i a l'oest amb A Capela, San Sadurniño i As Somozas.
| 4.626 | 5.026 | 5.951 | 11.158 | 11.911 |
| Fonts: INE i IGE (Els criteris de registre censal variaren i les dades de l'INE i de l'IGE poden no coincidir.) |       |       |        |        |

## Parròquies
A Parral, Bermui, Deveso, Espiñaredo, Eume, Faeira, Freixo, Goente, Santa María das Pontes, Ribadeume, Seixo, Somede i Vilavella.

## Història
En el municipi es van trobar objectes prehistòrics. Més de 125 mamoas, fragments de ceràmica i fins i tot vas corresponents a la Cultura Campaniforme. Entre els anys 6000aC i 2800 aC es creu que un important assentament humà poblava la zona encara que la majoria de les restes oposades són sobre soterraments i no sobre la vida. Fins i tot hi ha teories que diuen que la vall era una immensa tomba per als pobles nòmades de la zona. Hi ha nombroses proves de la romanització de la zona com poden ser diversos sarcòfags paleocristians trobats en la vila i restes d'habitatges romanitzades.
Es conserva un escrit que el 1267 constata l'existència del "Concejo das Pontes". En 1376, Enric II de Castella li va concedir la senyoria de la Vila d'As Pontes al cavaller García Rodríguez de Valcárcel per rescatar-lo de la presó en la qual es trobava després de la batalla de Nájera: «<Por quantas lealtanzas de fianza fallamos en vos... e por quanto afán y trabajo y pérdidas oviste tomado por nós... facemos vos donación pura y perpetua... del lugar de las Puentes de Hume".» El seu llinatge es va extingir en 100 anys passant a pertànyer el senyoriu a la casa de Lemos.
No obstant això va deixar la seva petjada en els nombrosos ponts que va manar construir destacant entre ells el "Pont dels ferros" (conegut com a Ponte dos Ferros). Segons el Cadastre del Marquès de l'Ensenada, realitzat en 1752, residien, llavors, en el nucli urbà pontés, poc més de dos-cents habitants i prop de mil en la resta del municipi. A la fi del segle xviii José Cornide Saavedra comunica a la Reial Societat Econòmica d'Amics del País l'existència a As Pontes de García Rodríguez de jaciments de lignit. En 1862 s'aixecaria un nou pont construït en època d'Isabel II i de qui rep el nom.
La vila disposava d'un hospital per a recollir, donar posada i assistir a pobres, pelegrins i vianants. L'edifici, el record del qual dona nom a la plaça principal d'As Pontes, va seguir sent hospital fins a mitjans del segle xix i escola fins a la segona dècada del segle xx, que va ser demolit per una ordre municipal.

## Ciutats agermanades
- Arroyo Naranjo, Cuba
- Lesneven, France
- Carmarthen, Regne Unit